# Torwolia tinbiene
Torwolia tinbiene là một loài chân đều trong họ Desmosomatidae. Loài này được Brix miêu tả khoa học năm 2007.